# Für Oksana
Für Oksana è un singolo dei rapper estoni Nublu e Gameboy Tetris, pubblicato il 7 agosto 2019 e incluso nell'edizione fisica del primo album in studio del primo Café kosmos.
È stato riconosciuto con gli Eesti Muusikaauhinnad alla miglior canzone dell'anno e al video musicale dell'anno.

## Tracce
Testi e musiche di Markkus Pulk e Pavel Botsarov.
1. Für Oksana – 3:14

## Classifiche

### Classifiche settimanali
| Classifica (2019) | Posizione massima |
| ----------------- | ----------------- |
| Estonia           | 1                 |

### Classifiche di fine anno
| Classifica (2019) | Posizione |
| ----------------- | --------- |
| Estonia           | 1         |